# Quartinia laeta
Quartinia laeta är en stekelart som beskrevs av Schulthess 1935. Quartinia laeta ingår i släktet Quartinia och familjen Masaridae. Inga underarter finns listade i Catalogue of Life.